# Penis de Napoleó Bonaparte

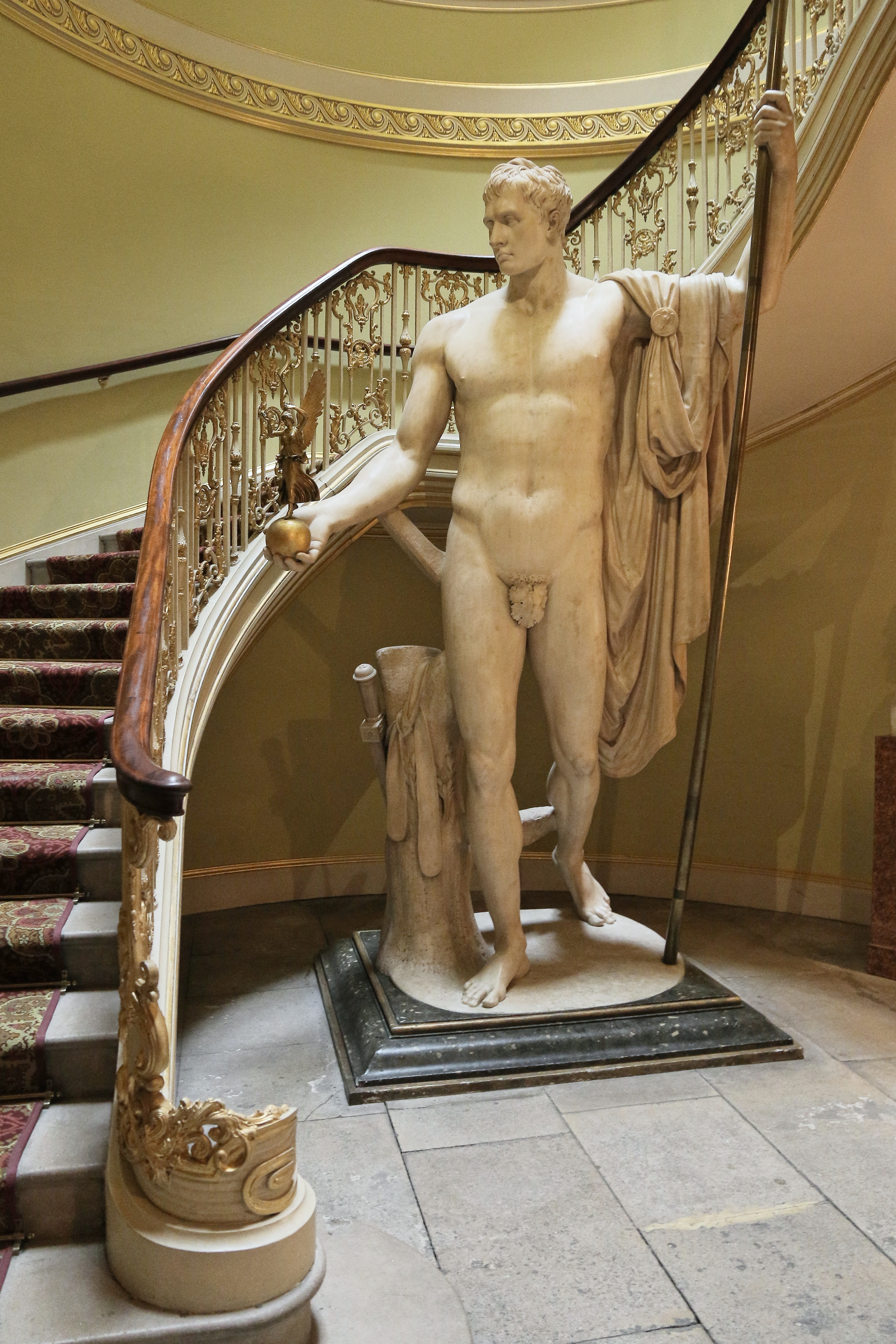
Apsley House London, estàtua de Napoleó com a Mart el Pacificador creada per l'artista italià Antonio Canova en honor a Napoleó I de França.

El penis de Napoleó va ser suposadament amputat durant una autòpsia poc després de la mort de Napoleó el 1821. Des de llavors ha passat per diversos propietaris, entre ells ASW Rosenbach, que el va exposar a la ciutat de Nova York el 1927. Va ser comprat per John K. Lattimer l'any 1977 i encara es conserva a la seva família, que el conserva com a element privat. Es va descriure com una "peça de cuir o una anguila arrugada".

## Història
Napoleó es va exiliar a Santa Helena a l'oceà Atlàntic després de perdre la batalla de Waterloo. Va morir a l'illa el 5 de maig de 1821. Després de la seva mort, es va fer una autòpsia i alguns han afirmat que Francesco Antommarchi, el metge que va fer l'autòpsia, li va tallar el penis, juntament amb diverses altres parts del cos. No és clar si el tall va ser intencionat o accidental. Alguns afirmen que el capellà de Napoleó podria haver subornat a Antommarchi per tal de tallar-lo com a venjança de Napoleó que l'anomenava "impotent". El biògraf de Napoleó, Philip Dwyer, qualifica de "molt fantasiosa" l'afirmació que Antomarchi va tallar el penis.
El suposat penis va passar a poder del capellà de Napoleó, que el va treure de contraban de Santa Helena fins a casa seva a Còrsega. Va romandre a la família del sacerdot fins al 1916 quan Maggs Bros. Ltd., una empresa de llibres amb seu a Londres, la va comprar. El 1924, ASW Rosenbach, un llibreter amb seu a Filadèlfia, el va comprar.
El penis es va exposar l'any 1927 al Museu d'Art Francès de la ciutat de Nova York. Un crític present a l'exposició de Time el va descriure com una "tira maltractada de cordó de sabates de pell". Altres presents consideraven que semblava un "tros de cuir o una anguila arrugada". Rosenbach va vendre l'article a un col·leccionista anomenat Donald Hyde, la dona del qual el va donar a John F. Fleming després de la mort d'Hyde. Fleming era un llibreter que havia estat a prop de Rosenbach. Un altre col·leccionista el va comprar i va intentar, sense èxit, vendre el penis en una subhasta a través de Christie's. Després de la subhasta, James Comyn estava llegint una declaració jurada sobre Eric LeVine, un col·leccionista d'articles relacionats amb Napoleó, i en comptes d'anomenar l'objecte "penis" eufemísticament es va referir a ell com a "certa part". Un uròleg i col·leccionista d'artefactes anomenat John K. Lattimer va comprar l'article el 1977 per 3.000 dòlars (equivalent to $14,488 el 2022 ) i actualment és propietat de la seva filla. Se li han ofert almenys 100.000 dòlars per això.

## Característiques
El penis conservat va ser descrit per Judith Pascoe a The New York Times com "amb prou feines reconeixible com a part del cos humà" i la seva autenticitat no està clara. Un documental que es va emetre a Channel 4, Dead Famous DNA, el va descriure com "molt petit" i va mesurar que feia 1.0 polzada (2.5 cm). No se sap quina mida tenia durant la vida de Napoleó. El propietari actual de l'element ha permès que deu persones el vegin i mai no s'ha gravat a la càmera.

## Ètica
L'exhibició de reliquies, entre elles el penis de Napoleó, ha generat debats ètics sobre la privacitat dels difunts. Mentre alguns hi troben valor històric, altres sostenen que vulnera la dignitat de les persones.